# Pavel Smetáček

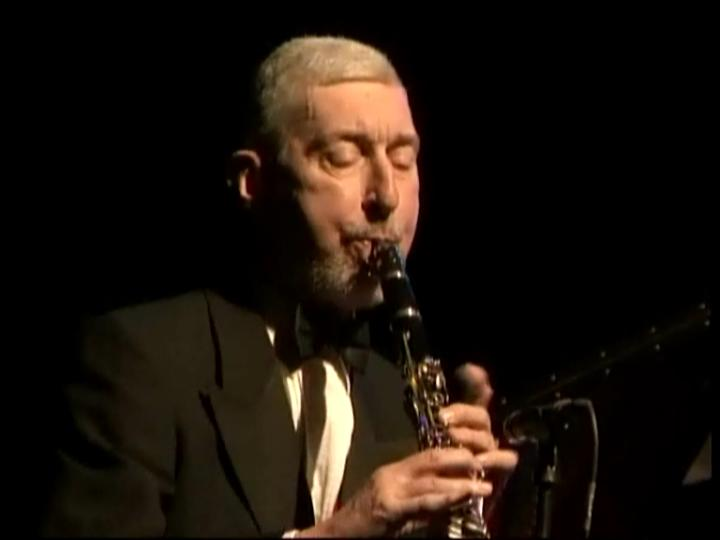
Pavel Smetáček (2009)

Pavel Smetáček (* 4. Januar 1940 in Prag; † 20. November 2022) war ein tschechischer Jazzmusiker (Klarinette, Saxophon, Komposition), der auch als Musikproduzent und Diplomat tätig war.

## Leben und Wirken
Der Sohn des Dirigenten Václav Smetáček und der Kunsthistorikerin Milada Lejsková-Matyáčová  studierte Klarinette am Prager Konservatorium. Vom Studium der Musikwissenschaften an der philosophischen Fakultät der Karls-Universität, für das er zunächst die Zulassung erhielt, wurde er wegen seiner Ablehnung der marxistischen Ideologie für zwei Jahre ausgeschlossen. Mit seinem Bruder Ivan und weiteren sechs Musikstudenten gründete er 1959 die Gruppe Traditional Jazz Studio, die er leitete und der später auch sein Sohn Štěpán als Schlagzeuger angehörte. Das Orchester Traditional Jazz Studio konzentrierte sich zunächst auf die Rekonstruktion von Jazzklassikern der 1920er-Jahre, beschäftigte sich aber im Laufe der Zeit auch mit neueren Genres. Er produzierte auch Aufnahmen von Bessie Smith, Eva Olmerová und Giorgio Gaslini. 1971 beteiligte er sich an der Gründung der Jazzsektion der Vereinigung der Musiker der Tschechoslowakei. Er arbeitete u. a. auch mit Hana Hegerová, Eva Olmerová und vielen tschechischen und ausländischen Musikern zusammen.
Unter anderem erhielt er die Albert-Einstein-Medaille für seine illegale Teilnahme am Menschenrechtskongress in Valletta, Malta, die ihn nach 1989 zu einer politischen und diplomatischen Karriere führte. Zwischen 1994 und 1998 war er Rat der Botschaft der Tschechischen Republik in Italien. 2007 veröffentlichte er seine Biographie. Er erhielt viele weitere Auszeichnungen, wie den Jahrespreis der Tschechischen Jazzföderation für 1967 oder den Europäischen Preis der Masaryk-Akademie der Künste für sein Lebenswerk.

## Schriften
- Jsem asi umí(r)něným tradicionalistou, Prag, Martin 2007